# Tram STEFER: motrici a carrelli gruppo 60 e 70
I rotabili a carrelli gruppo 60 e 70 della STEFER di Roma sono state un gruppo di 17 motrici e 5 rimorchi extraurbani a carrelli, utilizzati sulle linee tranviarie dei Castelli Romani.

## Storia
Le linee dei Castelli Romani prendono il via nel 1907 con le vetture ad imperiale e le due assi del gruppo 30 destinate ai servizi locali. Con l'apertura della linea diretta fino ad Albano sul rettilineo delle Frattocchie, nel 1912, la STFER provvede ad ordinare nuovo materiale rotabile a carrelli per i servizi extraurbani, oltre ad un ulteriore gruppo di vetture a due assi per servizi locali. La storia di questi due gruppi è oltremodo controversa, come in parte per tutti i rotabili STFER delle origini, e sulle esatte vicissitudini dei singoli rotabili esistono a tutt'oggi molti dubbi, legati essenzialmente alle numerose modifiche delle singole unità operate senza alcun criterio preordinato e a qualche rinumerazione.

## Meccanica

Una motrice gruppo 70, a due accessi, in composizione ad un rimorchio gruppo 210.

Una motrice gruppo 60, a tre accessi, in composizione ad un rimorchio gruppo 160.

Tutte le vetture sono costruite dalla Elettro Ferroviaria Böker. Le 60 sono un singolare tipo di vettura elettromotrice a carrelli, nella quale ogni carrello è dotato di un solo motore azionante un asse tramite l'ordinaria trasmissione ad ingranaggi, mentre due bielle esterne collegano tra loro i due assi, azionando quello portante. Si tratta di dieci motrici lunghe circa 12 metri con una elegante cassa esternamente ricoperta in doghe di legno, dotata di tre porte per fiancata con lucernario all'americana (discendente sulle piattaforme), soprannominate biellette dai tranvieri. Con le 60 entrano in servizio cinque rimorchi con cassa identica alle motrici, quindi tre accessi. Del tutto analoghe si presentano le 70, che si differenziano per la presenza di due accessi invece di tre, posti in posizione centrale e laterale, e dotate fin dall'inizio dei normali carrelli a due motori che saranno montati sulle 60.

## Equipaggiamento elettrico
Tutte le motrici montano in origine motori e impianto forniti della Thomson-Houston e sono dotate di comando diretto per il traino di un rimorchio. Il freno, di tipo diretto, automatico e continuo, è del normale tipo Westinghouse agente su due condotte.

## Vicende successive
L'assoluta mancanza di documentazione e la scarsità di immagini rende problematico il tracciare una storia delle motrici a carrelli, ancor più che nel caso delle imperiali; ci si trova di fatto di fronte a scarse notizie, spesso contrastanti tra loro ed oltre a ciò in gran parte delle immagini che si trovano è difficile distinguere una motrice 60 da una 70, a causa del frontale molto simile. Per tutto il materiale anteguerra delle linee dei Castelli sono stati fissati cinque stadi di ricostruzione, evinti dall'analisi delle immagini fotografiche, riassumibili come segue:
- Modifica I – entro il 1920 gli originali carrelli a bielle delle motrici 60 (che devono aver dato pessima prova in servizio), sono sostituiti coi carrelli Brill già montati sul restante materiale. Tale modifica è quasi certamente contestuale alla II;
- Modifica II – Ad entrambi i gruppi è soppresso l'accesso centrale, con relativo vestibolo che separa le due classi; alle 70 viene aggiunto l'accesso di estremità mancante;

La misteriosa motrice già in fase IV ma ancora dotata di lucernario. Alcune lievi differenze nelle tre foto disponibili fanno pensare che siano state più di una

- Modifica III – Le casse delle 60 e 70 perdono il lucernario. Questa modifica viene eseguita in epoca successiva alla II e ragionevolmente prima della IV, salvo l'esistenza di tre immagini che mostrano una misteriosa motrice (il numero non si legge ed è sempre isolata: il rimorchio avrebbe potuto far dedurre il gruppo), che si presenta sottoposta alle modifiche della fase IV ma ancora si presenta col lucernario. Salvo il reperimento di altre immagini non è al momento identificabile, anche perché sembra assodato che non fosse più presente, almeno in tale stato, dopo la guerra;
- Modifica IV – verso il 1932 il rivestimento in legno delle casse è sostituito da lamiera verniciata nei colori aziendali bianco e bleu; le due prese di corrente ad asta e rotella sono sostituite da un pantografo sulle 18 vetture, che costituiscono al momento un gruppo unico;
- Modifica V – nella prima metà degli anni '30 le motrici 61, 62, 64, 66 sono completamente ricostruite utilizzando casse metalliche identiche a quelle dei gruppi 80 e 90 allora in fornitura, appositamente acquistate in più, mantenendo però i carrelli di origine.

A questi dati occorre aggiungere:

La motrice 79 in epoca e località non accertate

- Motrice 67 – stando al criterio di distinzione che appare inizialmente adottato tra gruppo 60 (carrelli a bielle e tre accessi) e gruppo 70 (carrelli normali e due accessi), la 67 dovrebbe appartenere al primo tipo; esiste però un disegno di un appassionato dell'epoca che mostra la 67 con cassa a due accessi e carrelli a bielle, ossia come un ibrido tra i gruppi 60 e 70. Nonostante la precisione e l'affidabilità che il dilettante in questione ha dimostrato in molte altre occasioni, la cosa potrebbe essere liquidata come un errore; sennonché è stata di recente trovata una immagine di una motrice 71 nello stadio di modifica III che, dopo attenta scansione e trattamento, rivela un numero 67 malamente cancellato. Si dovrebbe pensare che la 67, arrivata con una cassa che anticipa il gruppo 70, sia stata poi rinumerata dalla STEFER in un accesso di pignoleria, probabilmente simultaneamente al cambio dei carrelli; la 67 avrebbe però dovuto sostituire una gr. 70 radiata, dal momento che le motrici del gruppo sono ancora otto negli anni Cinquanta;
- Motrici gruppo 70 – stando al tentativo di classificazione di cui sopra sarebbero dovute arrivare alla fine degli anni venti tutte nello stadio III (assenza di lucernario, accessi di estremità). Due immagini del capolinea di Valle Vergine, attivato nel 1932, ci mostrano invece due motrici di questo gruppo (che sono probabilmente la stessa) ancora nelle condizioni di origine.

- Motrice 79 – Esiste l'immagine di una motrice 79, a prima vista appartenente al gruppo 70 nelle condizioni di origine; ad una attenta analisi rivela però di essere dotata di carrelli delle imperiali, che anche se di tipo Brill sono diversi da quelli delle 70 ed oltre a ciò la piattaforma sembrerebbe più lunga di quella delle 70 (un finestrino precedente la porta della stessa larghezza della stessa, simile a quanto si nota nelle 60). Potrebbe quindi trattarsi di una imperiale ricostruita eliminando il piano superiore; ogni ipotesi è valida, perché della 79 non si trovano altre tracce ed anzi il numero 79 non appare tra i rotabili usciti dalla seconda guerra mondiale, che sono i soli 70-77. Un interrogativo è se è esistita anche una 78 o se il numero 79 è stato assegnato per distanziarsi dal precedente gruppo 70.

Un convoglio gruppo 60 dotato di casse metalliche

Alcune motrici, negli anni dal 1945 al 1960, appaiono diverse dalle altre per caratteristiche costruttive sia meccaniche che elettriche. In alcuni casi le differenze sono ascrivibili alla ricostruzione dopo i danni di guerra, in altri la sostituzione dei motori appare del tutto casuale, forse per sperimentare una maggiore potenza. Due casi particolari sono le motrici 70 e 75: la prima è dotata nel 1957 di una cassa metallica costruita in proprio nelle officine aziendali, con la ricostruzione degli interni come una normale vettura urbana:  la seconda ha i vetri frontali inclinati per le riparazioni seguite ad un disastroso incidente avvenuto nel 1956.
Da documentazione STEFER degli anni Cinquanta risulta che all'epoca circolavano sulla rete 14 motrici classificate come segue:
- gruppo 60: motrici 61, 62, 64, 66;
- gruppo 70: motrici 70, 71, 72, 63, 74, 75, 76, 77, 68, 69.

Qui, evidentemente, gruppo 60 e gruppo 70 stanno a indicare, rispettivamente, le motrici ricostruite nel 1931 con cassa metallica e quelle rimaste con cassa di legno e metallo. Vedi caso, nel gruppo 70 i vuoti delle 70 sono esattamente riempiti dalle superstiti 60; mancherebbero quindi, rispetto alle origini, le quattro motrici 60, 65, 67, 73.

## Servizio

Motrice 75 con cassa in legno e metallo e coi frontali inclinati a causa del grave incidente di Marino

Nella configurazione iniziale della rete il materiale a carrelli effettuava i servizi extraurbani tra Roma e i Castelli, lasciando i servizi locali (urbano di Roma, Frascati-Genzano, con scambio a Grottaferrata e Albano coi servizi extraurbani, e per la funicolare), al materiale a due assi. Dopo il 1935 tale differenziazione viene progressivamente meno, ed è del tutto abbandonata dopo la guerra. Le motrici 70 dal 1921 circolano accoppiate esclusivamente coi rimorchi ad accesso centrale gruppo 200. 

## Numerazione
Dopo le due piani (10-21: impegnano le decine 1 e 2) e le due assi (30-37: decina 3) si salta, apparentemente senza una spiegazione plausibile, alle decine 6 e 7. Tale scelta è dovuta alla decisione, intervenuta nel frattempo, di riservare le decine basse (1-4) al materiale a due assi, le restanti (tra le quali saranno ricomprese le due piani, spostate dalla decina 1 alla decina 4) al materiale a carrelli. 

## Riepilogo dati
| anno:                     | 1911                      | ric. 1920                 | ric. 1932                 | 1911                      | ric. 1935                 | 1912                      | ric. 1920-30              | dopo il 1920              | dopo il 1920              | ric. 1950-57              | ric. 1950-57              |
| numeri:                   | 60-69                     | 60-69                     | 61,62,64,66               | rimorchi 160-165          | rimorchi 160-165          | 70-77                     | 70-77                     | 71                        | 74-75                     | 75                        | 70                        |
| Meccanica                 | Elettro Ferroviaria Böker | Elettro Ferroviaria Böker | Elettro Ferroviaria Böker | Elettro Ferroviaria Böker | Elettro Ferroviaria Böker | Elettro Ferroviaria Böker | Elettro Ferroviaria Böker | Elettro Ferroviaria Böker | Elettro Ferroviaria Böker | Elettro Ferroviaria Böker | Elettro Ferroviaria Böker |
| Equipaggiamento elettrico | TH                        | CGE                       |                           | —                         | —                         | TH                        | CGE                       | CGE                       | CGE                       | CGE                       | CGE                       |
| Rodiggio                  | B+B                       | Bo+Bo                     | Bo+Bo                     | 2+2                       | 2+2                       | Bo+Bo                     | Bo+Bo                     | Bo+Bo                     | Bo+Bo                     | Bo+Bo                     | Bo+Bo                     |
| Lunghezza (m)             | 11 940                    | 11 940                    | 12 760                    | 11 940                    | 12 760                    |                           | 11 940                    | 11 940                    | 12 240                    |                           |                           |
| Carrelli                  | Böker                     | Brill                     | Brill                     | Böker                     | Böker                     | Brill                     | Brill                     | Brill                     | Brill                     | Brill                     | Brill                     |
| Motori                    | TH2                       | GE242                     | CT144                     | —                         | —                         | TH2                       | GE216 GE242               | US521                     | CT144                     | CT144                     | US521                     |
| Potenza (CV)              | 2×?                       | 4×60                      | 4×87                      |                           |                           | 4×60                      | 4×60                      | 4×77                      | 4×87                      | 4×87                      | 4×77                      |